# Лавриненко, Владимир Иванович
Владимир Иванович Лавриненко (1932—2004) — советский пловец. Шестикратный чемпион СССР в плавании вольным стилем. Мастер спорта СССР. Участник Олимпийских игр 1952 года.

## Биография
Родился в Сухуми, жил в Москве. Выступал за общество «Динамо» (в 1951—1954 годах представлял Тбилиси, в 1954—1961 годах — Москву). Тренировался у Луки Александровича Иоакимиди и заслуженного мастера спорта СССР Николая Максимовича Крюкова.
Специализировался в плавании вольным стилем. Входил в состав сборной СССР в 1952—1960 годах.
Чемпион СССР на дистанции 1500 м вольным стилем (1954, 1955, 1958, 1959, 1961) и эстафете 4×200 м вольным стилем (1955). Был также серебряным призёром чемпионата страны на дистанции 1500 м вольным стилем (1960) и трижды бронзовым призёром (1952, 1953, 1956).
Пятикратный рекордсмен СССР на дистанциях 800 м и 1500 м вольным стилем.
На чемпионате Европы 1954 года в Турине стал бронзовым медалистом на 1500 м вольным стилем. На чемпионате Европы 1958 года финишировал 4-м.
Участник Олимпийских Игр в Хельсинки (1952).
Окончил Грузинский ГИФК и Школу тренеров при  Центральном институте физической культуры.